# Leonard Maltin
Leonard Michael Maltin (Nova Iorque, 18 de dezembro de 1950) é um crítico e historiador de cinema norte-americano. Ele é autor de vários livros importantes sobre cinema, centrados em narrativas nostálgicas.